# Mistrz i Małgorzata (serial telewizyjny 1988)
Mistrz i Małgorzata – wyreżyserowany przez Macieja Wojtyszkę i liczący cztery odcinki serial produkcji polskiej, będący ekranizacją powieści rosyjskiego pisarza Michaiła Bułhakowa pod tym samym tytułem. Powstał w 1988, natomiast jego premiera miała miejsce w 1990. Produkcja ta łączy w sobie elementy dramatu filmowego, fantasy, dramatu politycznego, filmu psychologicznego oraz romansu. Podobnie jak w literackim pierwowzorze obecny jest w niej także wątek religijny. Ze względu na niski budżet, którym dysponowali twórcy, bardziej niż na efekty specjalne postawili oni na grę aktorską.

## Fabuła
W latach 30. XX wieku do Moskwy przybywa podający się za profesora osobnik o imieniu Woland, który twierdzi, iż widział spotkanie Poncjusza Piłata z Jezusem. Jednocześnie w mieście zaczynają mieć miejsce dziwne wydarzenia, których sprawcą jest, będący jak się okazuje szatanem, Woland. Pojawiają się również pisarz zwany Mistrzem oraz jego ukochana i muza, Małgorzata. Mistrz pisze utwór o Poncjuszu Piłacie. W pewnym momencie historii ścieżki Mistrza i Szatana zbiegają się.

### Odcinki
1. Seans czarnej magii
2. Mistrz
3. Małgorzata
4. Pożegnanie

## Obsada
- Gustaw Holoubek – Woland
- Władysław Kowalski – Mistrz
- Anna Dymna – Małgorzata
- Janusz Michałowski – Korowiow-Fagot
- Zbigniew Zamachowski – Behemot i poeta Aleksandr Riuchin
- Mariusz Benoit – Asasello
- Zbigniew Zapasiewicz – Poncjusz Piłat
- Tadeusz Bradecki – Jeszua Ha-Nocri
- Jan Jankowski – Iwan Bezdomny
- Igor Przegrodzki – Michaił Aleksandrowicz Berlioz
- Edmund Fetting – Strawiński, dyrektor kliniki psychiatrycznej
- Maria Probosz – Hella
- Jan Englert – Józef Kajfasz

### W pozostałych rolach
- Janusz Gajos – nieznajomy
- Grzegorz Gierak – członek Massolitu
- Aleksandra Kisielewska – śpiewająca urzędniczka
- Krystyna Sienkiewicz – pisarka Karaulina, członek Massolitu (postać dodana do polskiej adaptacji; w oryginale nie występuje)
- Krzysztof Stroiński – śledczy
- Zbigniew Buczkowski – śledczy II
- Magdalena Zawadzka – sekretarka Prochora Piotrowicza, błędnie przedstawiona w końcowych napisach II odcinka, jako 'sekretarka Proleżniewa' (Proleżniew to tylko sekretarz zarządu Spółdzielni Sadowa 302a, a Prochor Piotrowicz - to porwany czasowo przez diabłów przewodniczący Komisji Nadzoru Widowisk Lekkiego Typu)
- Jerzy Bończak – S. B. Lichodiejew, dyrektor Teatru 'Rozmaitości'
- Jan Tesarz – Nikanor I. Bosy
- Dariusz Dobkowski
- Tomasz Dutkiewicz
- Janina Nowicka
- Grzegorz Pawłowski

## Dodatkowe informacje
- Reżyser: Maciej Wojtyszko
- Scenariusz: Maciej Wojtyszko
- Koprodukcja: Zespoły Polskich Producentów Filmowych
- Produkcja: CWPiFTV Poltel (Warszawa)
- Zdjęcia: Dariusz Kuc